# Pycnonotus
Pycnonotus är ett artrikt släkte i familjen bulbyler inom ordningen tättingar vars arter huvudsakligen förekommer i östra Asien och Sydostasien, men även i Afrika och Mellanöstern.
Tidigare omfattade det uppemot ett 50-tal arter, men släktet har delats upp i flera mindre efter genetiska studier som visar att de inte är varandras närmaste släktingar. Nedanstående 31 arter behålls i Pycnonotus i mer begränsad mening enligt AviList:
- Gulkindad bulbyl (P. tympanistrigus)
- Rödögd bulbyl (P. brunneus)
- Olivvingad bulbyl (P. plumosus)
- Vitögd bulbyl (P. simplex)
- Gråpannad bulbyl (P. cinereifrons)
- Gräddögd bulbyl (P. pseudosimplex) – nyligen erkänd art
- Indisk bulbyl (P. luteolus)
- Ljusögd bulbyl (P. davisoni)
- Gulstreckad bulbyl (P. finlaysoni)
- Orangehuvad bulbyl (P. zeylanicus)
- Irrawaddybulbyl (P. blanfordi)
- Streckörad bulbyl (P. conradi)
- Gulhuvad bulbyl (P. xantholaemus)
- Svarttyglad bulbyl (P. flavescens)
- Vitmaskad bulbyl (P. leucops)
- Acehbulbyl (P. snouckaerti)
- Orangetyglad bulbyl (P. bimaculatus)
- Gulörad bulbyl (P. penicillatus)
- Brunbröstad bulbyl (P. xanthorrhous)
- Taiwanbulbyl (P. taivanus)
- Kinesisk bulbyl (P. sinensis)
- Vitbrynad bulbyl (P. goiavier)
- Rödörad bulbyl (P. jocosus)
- Rödgumpad bulbyl (P. cafer)
- Sothuvad bulbyl (P. aurigaster)
- Himalayabulbyl (P. leucogenys)
- Vitkindad bulbyl (P. leucotis)
- Levantbulbyl (P. xanthopygos)
- Rödflikig bulbyl (P. nigricans)
- Kapbulbyl (P. capensis)
- Trädgårdsbulbyl (P. barbatus)

Följande arter placerades tidigare i Pycnonotus:
- Strimmig bulbyl (Alcurus striatus)
- Vitstreckad bulbyl (Ixos leucogrammicus)
- Dunryggig bulbyl (Microtarsus eutilotus)
- Svartvit bulbyl (Microtarsus melanoleucos)
- Gulflikig bulbyl (Microtarsus urostictus)
- Gråhuvad bulbyl (Microtarsus priocephalus)
- Svarthuvad bulbyl (Microtarsus melanocephalus) – syn. atriceps
- Andamanbulbyl (Microtarsus fuscoflavescens)
- Blåflikig bulbyl (Microtarsus nieuwenhuisii)
- Glasögonbulbyl (Rubigula erythropthalmos)
- Gråbukig bulbyl (Rubigula cyaniventris)
- Fjällbröstad bulbyl (Rubigula squamata)
- Svarttofsad bulbyl (Rubigula flaviventris)
- Ghatsbulbyl (Rubigula gularis)
- Ceylonbulbyl (Rubigula melanicterus)
- Rödstrupig bulbyl (Rubigula dispar)
- Borneobulbyl (Rubigula montis)
- Skallig bulbyl (Nok hualon) – nyligen beskriven art